# Mauricio Ortega
Mauricio Alberto Ortega Ramírez (Salgar, Antioquia; 22 de octubre de 1980) es un ciclista profesional colombiano, que actualmente corre para el equipo Ningxia Sports Lottery-Livall. 
Su triunfo más destacado ha sido en el año 2016 ser campeón de la Vuelta a Colombia.

## Palmarés
2002
- Campeón de Colombia Contrarreloj Sub-23

2003
- Mejor novato Vuelta a Colombia
- 1 etapa de la Vuelta a Guatemala

2006
- 1 etapa del Clásico RCN

2007
- Vuelta a Antioquia, más 1 etapa

2008
- Vuelta a Antioquia, más 1 etapa
- 1 etapa del Clásico RCN

2009
- Clásica de Fusagasugá
- Clásica de El Carmen de Viboral
- Clásico RCN, más 1 etapa

2010
- Clásica de Fusagasugá
- Vuelta al Valle del Cauca
- Clásica de El Carmen de Viboral

2011
- Vuelta al Valle del Cauca
- 1 etapa del Clásico RCN

2013
- 1 etapa de la Vuelta a Colombia
- Clásica de Girardot

2014
- Clásica de Girardot

2016
- Vuelta a Colombia, más 2 etapas

2017
- UCI Asia Tour

## Equipos
- Atom (2006-2008)
- EPM-UNE (2009-2012)
- Orgullo Antioqueño (2013-2015)
- Super Giros-Redetrans (01.2016-06.2016)
- RTS-Santic Racing Team (07.2016-2017)
- Ningxia Sports Lottery-Livall (07.2018-)